# 대한민국의 재보궐선거
대한민국의 재보궐선거는 국회의원, 지방의회의원, 지방자치단체장, 교육감이 궐원 또는 궐위로 인해 공석이 되었을 때, 이를 충당하기 위해 실시하는 대한민국의 선거이다.
2023년 6월 3일부터, "국회의원ㆍ지방의회의원의 보궐선거ㆍ재선거 및 지방의회의원의 증원선거"는 매년 1회(기본적으로 4월 첫번째 수요일) 실시한다. "지방자치단체의 장의 보궐선거ㆍ재선거"는 매년 실시사유 확정에 따라 2회(기본적으로 4월 첫번째 수요일이나 10월 첫 번째 수요일에 실시)한다. 교육감은 관련법이 정하는 바를 제외하고, 공직선거법을 준용하여 선출한다. 다만, 임기만료에 따른 선거가 있는 연도에는 재보궐선거일에 실시하지 않고 임기만료에 따른 선거의 선거일에 동시 실시한다.

## 재보궐선거 관련 주요 법률 개정
2000년 2월 이전 공직선거및선거부정방지법은 선거사유 발생에 따라 일정 기간 이내에 실시하기로 되어있었다. 이것이 2000년 2월 공직선거및선거부정방지법 개정에 따라 상·하반기 연 2회 실시로 바뀌었다. 2015년 8월 법 개정에 따라 연 1회 실시로 바뀌었다가, 이후 2020년 12월 공직선거법 개정에 따라 국회의원·지방의회의원은 4월, 지방자치단체의 장은 4월 또는 10월에 실시하는 것으로 바뀌었다.

## 같이 보기
- 대한민국의 선거
- 대한민국의 국회의원 재보궐선거
- 대한민국의 단체장 재보궐선거
- 대한민국의 지방의원 재보궐선거